# Efterklang (musikgrupp)
Efterklang är en experimentell pop- och rockgrupp från Köpenhamn som bildades 2001. Deras debut-EP kom 2003, på den egna skivetiketten Rumraket. 2004 släpptes debutalbumet Tripper, där bland annat Sigur Rós återfanns bland gästmusikerna. Efterklang har därefter kontrakterats av det brittiska skivbolaget The Leaf Label. 

## Medlemmar
Mads Brauer
Casper Clausen
Thomas Husmer
Rune Mølgaard
Rasmus Stolberg
Peter Broderick (fiol på konserter)
Anna Brønsted (piano på konserter)
Frederik Teige (gitarr på konserter)
Niklas Antonsson (trombon på konserter)

## Diskografi
- Springer (EP)  (självsläppt 2003, återsläppt på The Leaf Label, 2005)
- Tripper   (The Leaf Label, 2004)
- One Sided LP  (Burnt Toast Vinyl, 2006)
- Under Giant Trees   (The Leaf Label, 2007)
- Parades   (The Leaf Label, 2007)
- Magic Chairs   (Rumraket, 2010)
- Piramida   (Rumraket, 2012)